# Bukivna, Tlumaci
Bukivna (în ucraineană Буківна) este un sat în comuna Oleșiv din raionul Tlumaci, regiunea Ivano-Frankivsk, Ucraina.

## Demografie
Componența lingvistică a localității Bukivna
     Ucraineană (100%)
Conform recensământului din 2001, toată populația localității Bukivna era vorbitoare de ucraineană (100%).